# ISA brown
La poule ISA Brown n'est pas à proprement parler une race de poule mais une variété métis F1 dite "hybride" de type "Sex Link" (poussins mâles et femelles de couleur différentes) de poule rousse. On pense que cet hybride est le résultat d'une série complexe de croisements comprenant, mais sans s'y limiter, les Rhode Island Red et les Rhode Island White ainsi que des gènes provenant d'un large éventail de races, dont la liste est un secret bien gardé. Elle est encore souvent appelée Warren (nom de sa souche d'origine).
Elle est connue pour sa forte production en œufs : approximativement 300 œufs par poulette, la première année de ponte [réf. nécessaire].
Leurs œufs sont de calibre moyen et généralement brun clair.

## Description

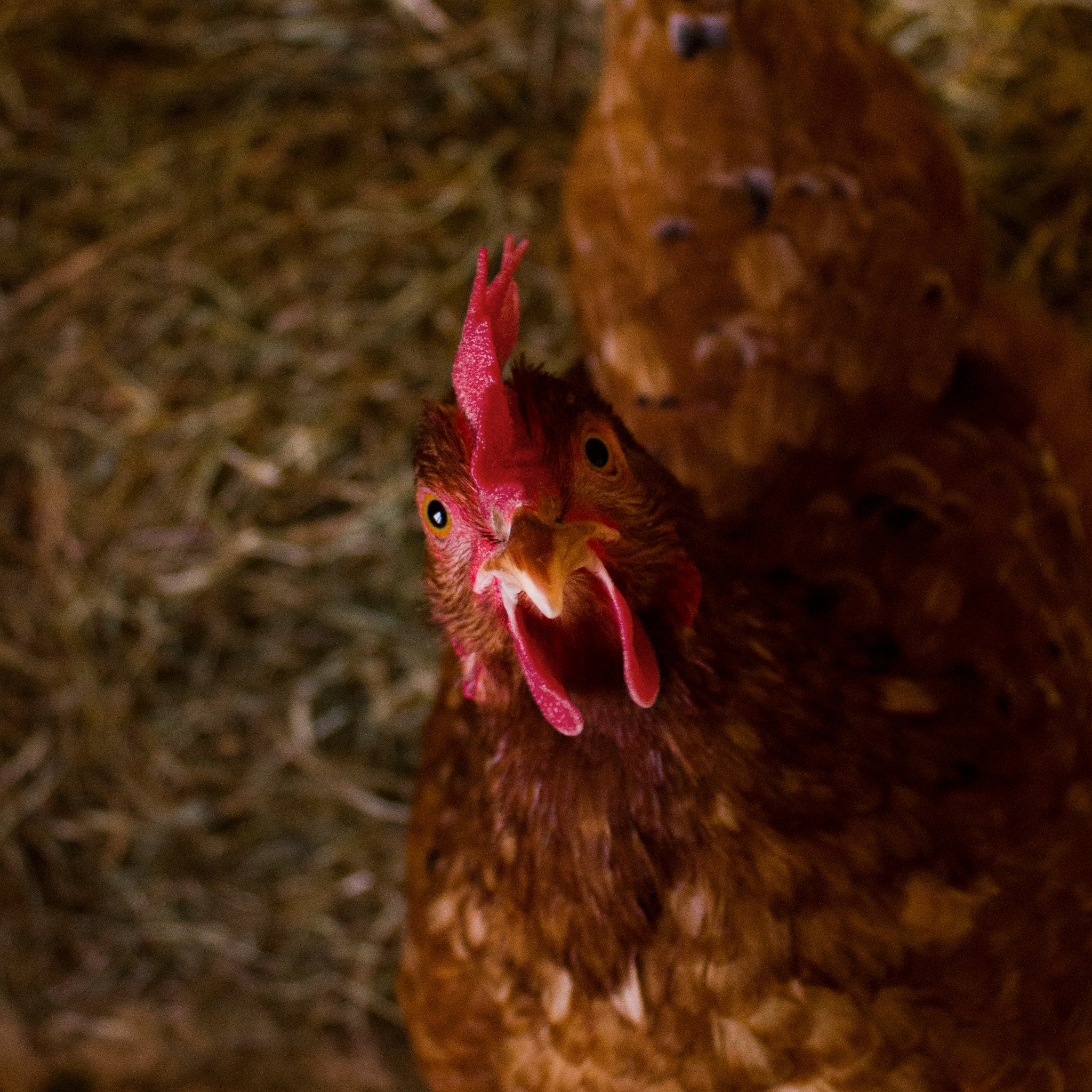
Une poule ISA Brown

Les ISA Brown ont un plumage brun-roux, proche mais bien plus clair que celui de la Rhode Island. Leurs yeux, leur peau ainsi que leurs tarses sont jaunes tandis que leurs oreillons sont rouges. Elles ont par ailleurs quelques plumes blanches et noires parsemées sur leur robe et leur queue.
Au stade de poussin, le duvet est roux.
Du fait de sa nervosité, la souche ISA Brown est plutôt destinée à l'élevage en cage. Pour l'élevage en plein air, la Bovans brown, une souche proche, est plus adaptée.

## Histoire
C'est en 1959 que furent introduites en France les premières lignées de poules américaines Warren du nom de son sélectionneur. Aux USA, sa coquille trop brune n'était pas appréciée et la souche aurait certainement disparu si Annick Studler, une entrepreneuse bretonne gérante de la société Studler (aujourd'hui SFPA), n'avait pas acheté à Jim Warren les droits exclusifs de son exploitation pour la France et l'Europe.
En 1976, Warren devient Isabrown. Le nom ISA est l'acronyme de l'Institut de Sélection Animale, l'institut créé en France en 1976 à l'initiative de Mérieux par la fusion de Studler et du secteur poulet de chair de l'INRA. L'ISA va développer la race en 1978 à destination de la production d'œufs en batteries. L'ISA rachète les sociétés Babcock en 1981 et Shaver en 1988.
En 1997, le groupe ISA fusionne avec le groupe Hubbard (filiale de Merck & Co) et est rebaptisé Hubbard ISA.
En 2001, sur les quarante-cinq millions de poules pondeuses produites en France, quarante-deux millions étaient des Isa Brown. En 2017, c'est la poule Lohmann Brown qui est devenue majoritaire en France.
En 2003, les activités "poules pondeuses" et "poulet de chair" de Hubbard ISA sont divisées. La branche "poules pondeuses" est rebaptisée "Isa Group".
En 2005, Merck cède ses différentes filiales du secteur :
- Isa Group est cédé à Natexis et redevient indépendant. ISA, SFPA et l'Hendrix Poultry Breeders fusionnent ensuite pour former le centre opérationnel de Hendrix Genetics.
- Hubbard (plus spécialisé dans le poulet de chair) est racheté à Merial Ltd (filiale de Merck) par le Groupe Grimaud qui le revendra en 2017 au leader mondial Aviagen en raison de soucis de production liés à la grippe aviaire.

## Élevage
Leur consommation en grain augmente avec l'âge.[réf. nécessaire]